# Pantopsalis snaresensis
Pantopsalis snaresensis är en spindeldjursart som beskrevs av Forster 1964. Pantopsalis snaresensis ingår i släktet Pantopsalis och familjen Monoscutidae. Inga underarter finns listade i Catalogue of Life.